# Comité Gilles
Comité Gilles was een "politieke" verzetsorganisatie die actief was in België gedurende de Tweede Wereldoorlog. De organisatie werd opgericht in de zomer van 1942 op initiatief van de katholieke minister Antoine Delfosse. Het Comité Gilles  had als doel de Belgische regering in Londen te informeren over de politieke, sociale en economische toestand van de bevolking, om deze te helpen om beslissingen te kunnen nemen over het verdere oorlogsverloop en de wederopbouw na de bevrijding. Het comité deed onder meer voorstellen voor ambtelijke en juridische benoemen en stimuleerde verzet bij de magistratuur.

## Ontstaan
Wanneer advocaat Nicolas Monami, een vriend van Antoine Delfosse, in januari 1942 naar Engeland wilde vertrekken gaf Antoine een bericht mee dat bestemd was voor de Belgische regering in London. Op dat moment was Antoine Delfosse de enige minister in functie in de lente van 1940 die in België was gebleven.
Het bericht bevat een vraag van Delfosse om mandataris te mogen worden in het bezette België en in die hoedanigheid politiek advies te mogen geven en begrotingsuitgaven te kunnen doen.
Op deze vraag werd positief geantwoord door de regering van Hubert Pierlot via Nicolas Monami, die geparachuteerd werd in mei 1942. Op die manier wilde Pierlot over een bijkomende  bron in het land beschikken naast het comité  onder leiding van Alexandre Galopin.
Het economische beleid van het minste kwaad van het Comité Galopin begon de regering van Pierlot steeds meer te ergeren. Dit omdat het klimaat voor de geallieerden begon steeds gunstiger te worden.

## Samenstelling
Door de arrestatie van Nicolas Monami in juni 1942 had Antoine Delfosse niet veel tijd om een structuur op te bouwen en vluchtte naar Londen omdat hij zich bedreigd voelde.
Het comité verzamelde na het vertrek van de minister in eerste instantie vijf leden uit de juridische, politieke en economische kringen van het land. De leden van het Comité Gilles zijn:
- Jacques Basyn, oud-kabinetschef van Antoine Delfosse;
- Edgard De Bruyn, katholieke Vlaamse senator;
- Charles De Visscher, jurist en professor aan de Universiteit van Leuven;
- Herman Vos, socialistische Vlaamse senator;
- Walter Ganshof van der Meersch, auditeur-generaal bij  het Militair Gerechtshof en professor aan de ULB

Na de herfst van 1942 werd het comité uitgebreid met twee leden:
- Léon Bekaert, katholieke Vlaamse politicus en industrieel;
- Jules Delruelle, Luikse industrieel

Charles De Visscher werd gekozen als voorzitter van het Comité Gilles.
Wanneer in juni 1943, Ganshof van der Meersch naar Londen vluchtte voor een dreigende arrestatie werd deze vervangen door Willy Loppens, raadsheer bij het Hof van Beroep in Brussel.

## Activiteiten
Naast het informeren van de regering over de toestand en het helpen nemen van de beslissingen over het oorlogsverloop en maatregelen kort na de bevrijding is het Comité Gilles betrokken bij allerlei andere zaken in het bezette België.
Het Comité Gilles verschafte financiële steun aan ondergedoken werkweigeraars en Joden. Het comité is ook betrokken bij de missie van agent François de Kinder om het contact te herstellen tussen de regering en Koning Leopold III in januari 1944.
Wegens de gespannen sfeer tussen het Onafhankelijkheidsfront en het toekomstige Geheim Leger werd het Comité Gilles gevraagd om te bemiddelen. Via het comité werden door het Comité Galopin ook regelmatig economische rapporten overgemaakt aan de regering in Londen tot de moord op Alexandre Galopin in februari 1944.
De activiteiten konden zonder enige belemmering doorgaan tot de bevrijding.